# Таймирски залив
Таймѝрският залин (на руски: Таймырский залив) е залив в източната част на Карско море, край северния бряг на полуостров Таймир, в Красноярски край на Русия. Вдава се около 40 km навътре в сушата, ширина на входа около 80 km, максимална дълбочина 16 m. От северозапад се затваря от множество острови, част от архипелага Норденшелд. В югоизточната си част се стеснява, като образува Таймирската губа, в която от юг се влива река Долна Таймира. В южната му част е разположен големия остров Расторгуев (днес преименуван на остров Колчак). Голяма част от годината е покрит с ледове.

## Топографска карта
- Топографск карта Т-47,48; М 1:1 000 000[2]